# Rudolf König (astronome)
Pour les articles homonymes, voir Rudolf König.
Rudolf König (né le 18 avril 1865 à Vienne, mort le 30 janvier 1927 à Hietzing) est un astronome autrichien.

## Biographie
Rudolf König fréquente un gymnasium à Vienne puis une école de commerce à Leipzig. Après avoir terminé ses études, il travaille dans le commerce de fourrure de son père. Par ailleurs, il assiste à des conférences à l'université de Vienne et acquiert des connaissances astronomiques.

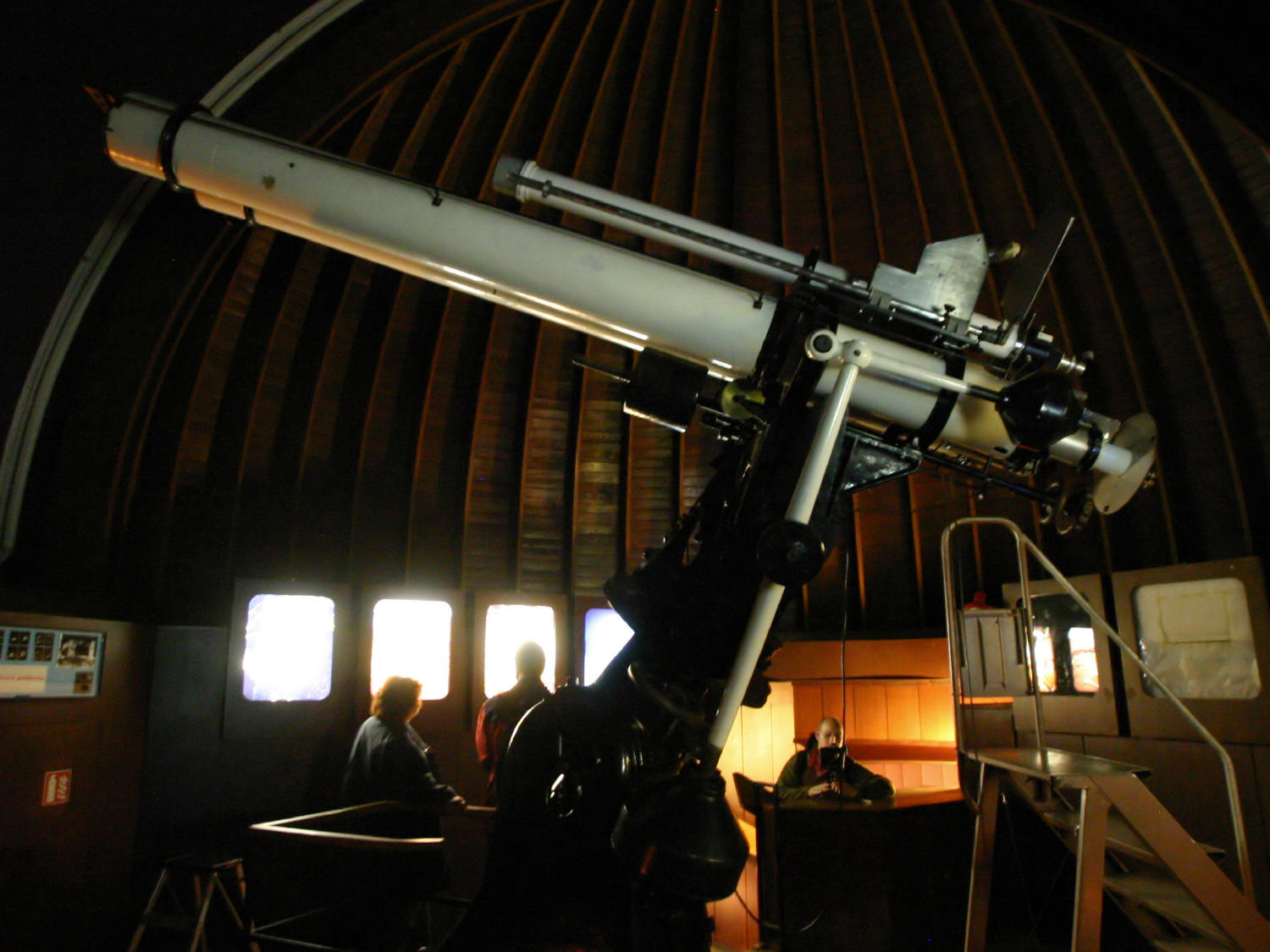
La lunette astronomique de Rudolf König à l'observatoire de Štefánik.

En 1906, il bâtit son observatoire privé. L'instrument principal est une lunette astronomique double avec des lentilles de 18 cm et 21 cm de Carl Zeiss sur une monture équatoriale massive conçue pour l'astrophotographie.
König dirige notamment des observations importantes de la Lune, des comètes et des amas stellaires, calcule la position précise de 8 000 objets astronomiques et publie un atlas lunaire.
Après sa mort, sa veuve vend la lunette astronomique à une société d'astronomie de Bohême dans le but d'établir un observatoire public à Prague. L'instrument se trouve aujourd'hui à l'observatoire de Štefánik. Sa bibliothèque et d'autres équipements astronomiques sont à l'observatoire de Vienne. Le dôme de 6 m de diamètre de son observatoire privé existe toujours, mais n'est plus utilisé pour les observations.
En 1935, pour lui rendre hommage, un cratère lunaire est baptisé de son nom.